# Роуз Стекпоул
Роуз Стекпоул (англ. Rose Stackpole, 25 травня 1995) — австралійська синхронна плавчиня, де в змаганнях дуетів разом з Нікітою Пабло посіла 24-те (останнє) місце.